# USS Carbonero (SS-337)
USS Carbonero (SS/AGSS-337) là một  tàu ngầm lớp Balao từng phục vụ cùng Hải quân Hoa Kỳ trong Chiến tranh Thế giới thứ hai. Nó là chiếc tàu chiến duy nhất của Hải quân Hoa Kỳ được đặt cái tên này, theo tên một loài trong chi cá sòng hay chi cá hiếu. Nó đã hoạt động trong Thế Chiến II, thực hiện được hai chuyến tuần tra trước khi xung đột chấm dứt, rồi tiếp tục phục vụ trong các cuộc Chiến tranh Lạnh và Chiến tranh Việt Nam cho đến năm 1970, và được xếp lại lớp như một tàu ngầm phụ trợ AGSS-337. Con tàu cuối cùng bị đánh chìm như một mục tiêu ngoài khơi Hawaii vào năm 1975. Carbonero được tặng thưởng một Ngôi sao Chiến trận do thành tích phục vụ trong Thế Chiến II, một Ngôi sao Chiến trận trong Chiến tranh Lạnh và thêm hai Ngôi sao Chiến trận khác khi hoạt động tại Việt Nam.

## Thiết kế và chế tạo
Thiết kế của lớp Balao được cải tiến dựa trên  tàu ngầm lớp Gato dẫn trước, là một kiểu tàu ngầm hạm đội có tốc độ trên mặt nước cao, tầm hoạt động xa và vũ khí mạnh để tháp tùng hạm đội chiến trận. Khác biệt chính so với lớp Gato là ở cấu trúc lườn chịu áp lực bên trong dày hơn, và sử dụng thép có độ đàn hồi cao (HTS: High-Tensile Steel), cho phép lặn sâu hơn đến 400 ft (120 m). Con tàu dài 311 ft 9 in (95,02 m) và có trọng lượng choán nước 1.526 tấn Anh (1.550 t) khi nổi và 2.424 tấn Anh (2.463 t) khi lặn. Chúng trang bị động cơ diesel dẫn động máy phát điện để cung cấp điện năng cho bốn động cơ điện, đạt được công suất 5.400 shp (4.000 kW) khi nổi và 2.740 shp (2.040 kW) khi lặn, cho phép đạt tốc độ tối đa 20,25 hải lý trên giờ (37,50 km/h) và 8,75 hải lý trên giờ (16,21 km/h) tương ứng. Tầm xa hoạt động là 11.000 hải lý (20.000 km) khi đi trên mặt nước ở tốc độ 10 hải lý trên giờ (19 km/h) và có thể hoạt động kéo dài đến 75 ngày.
Tương tự như lớp Gato dẫn trước, lớp Balao được trang bị mười ống phóng ngư lôi 21 in (530 mm), gồm sáu ống trước mũi và bốn ống phía phía đuôi tàu, chúng mang theo tối đa 24 quả ngư lôi. Vũ khí trên boong tàu gồm một hải pháo 4 inch/50 caliber, một khẩu pháo phòng không Bofors 40 mm nòng đơn và một khẩu đội Oerlikon 20 mm nòng đôi, kèm theo hai súng máy .50 caliber. Trên tháp chỉ huy, ngoài hai kính tiềm vọng, nó còn trang bị ăn-ten radar SD phòng không và SJ dò tìm mặt biển. Tiện nghi cho thủy thủ đoàn bao gồm điều hòa không khí, thực phẩm trữ lạnh, máy lọc nước, máy giặt và giường ngủ cho hầu hết mọi người, giúp họ chịu đựng cái nóng nhiệt đới tại Thái Bình Dương cùng những chuyến tuần tra kéo dài đến hai tháng rưỡi.
Carbonero được đặt lườn tại xưởng tàu của hãng Electric Boat Company ở Groton, Connecticut vào ngày 16 tháng 12, 1943. Nó được hạ thủy vào ngày 19 tháng 10, 1944, được đỡ đầu bởi bà S.S. Murray, và được cho nhập biên chế cùng Hải quân Hoa Kỳ vào ngày 7 tháng 2, 1945 dưới quyền chỉ huy của Hạm trưởng, Thiếu tá Hải quân Charlton Lewis Murphy.

## Lịch sử hoạt động

### 1945
Sau khi hoàn tất việc chạy thử máy huấn luyện tại vùng biển ngoài khơi và New England, Carbonero khởi hành từ Căn cứ Tàu ngầm Hải quân New London tại New London, Connecticut vào ngày 21 tháng 3, 1945 để phục vụ huấn luyện tại Trường Sonar Hạm đội tại Key West, Florida trước khi được điều động sang khu vực Mặt trận Thái Bình Dương. Nó băng qua kênh đào Panama và đi đến Trân Châu Cảng vào ngày 9 tháng 5.
Trong chuyến tuần tra đầu tiên trong chiến tranh từ ngày 26 tháng 5 đến ngày 8 tháng 7 tại vùng biển chung quanh Đài Loan, Carbonero chủ yếu phục vụ tìm kiếm và giải cứu hỗ trợ cho các hoạt động không kích của các tàu sân bay. Sau khi được tái trang bị tại căn cứ vịnh Subic, Philippines, nó lên đường vào ngày 4 tháng 8 cho chuyến tuần tra tiếp theo trong vùng biển vịnh Thái Lan và dọc theo bờ biển bán đảo Malay, nơi nó đã đánh chìm nhiều thuyền buồm nhỏ bằng hải pháo cho đến khi Nhật Bản chấp nhận đầu hàng vào ngày 15 tháng 8, giúp chấm dứt vĩnh viễn cuộc xung đột. Con tàu quay trở về căn cứ vịnh Subic sau đó.

### 1946 - 1962
Quay trở về vùng bờ Tây Hoa Kỳ, Carbonero đi đến Seattle, Washington vào ngày 22 tháng 9. Sau khi thực hiện một chuyến đi sang Viễn Đông vào năm 1947, nó cùng tàu ngầm chị em Cusk (SS-348) gia nhập Chương trình Tàu ngầm Tên lửa Dẫn đường tại San Diego, California, để hoạt động như một tàu dẫn đường cho tên lửa hành trình phóng từ tàu ngầm. Nó được xếp lại lớp như một "tàu ngầm phụ trợ" với ký hiệu lườn AGSS-337 vào năm 1949.
Được nâng cấp trong khuôn khổ Chương trình Công suất đẩy dưới nước lớn hơn (GUPPY) vào năm 1951, Carbonero tiếp tục hoạt động tại khu vực Nam California và đôi khi tại vùng biển quần đảo Hawaii. Đến năm 1953, con tàu được nâng cấp thiết bị điều khiển để tiếp nhận quyền điều khiển tên lửa một khi chúng đi ra khỏi phạm vi điều khiển của tàu ngầm phóng ban đầu. Nó tham gia nhiều giai đoạn phát triển của chương trình này, bao gồm việc phóng thử nghiệm đánh giá các kiểu tên lửa  KGW-1 Loon và SSM-N-8 Regulus.
Sau khi chuyển cảng nhà đến Trân Châu Cảng vào ngày 13 tháng 5, 1957, đến tháng 7, 1959, Carbonero trở thành soái hạm của Đội tàu ngầm 12 và tham gia các hoạt động thường lệ tại khu vực quần đảo Hawaii, đồng thời thực hiện các chuyến đi sang các khu vực Tây và Nam Thái Bình Dương. Nó thực hiện một chuyến đi đến vùng Bắc Cực vào năm 1957 và có hai lượt hoạt động tại Viễn Đông vào năm 1958 và 1959-1960. Con tàu tham gia huấn luyện cùng lực lượng Cộng hòa Hàn Quốc và Nhật Bản đồng thời viếng thăm các cảng Nhật Bản và Philippines nhân các chuyến đi này. Đến đầu năm 1962 các thiết bị dẫn đường cho tên lửa Regulus được tháo dỡ, và Carbonero quay trở lại cấu hình ống hơi hạm đội tiêu chuẩn và xếp lại lớp như một "tàu ngầm tấn công", quay trở lại ký hiệu lườn cũ SS-337.

### 1962 - 1970

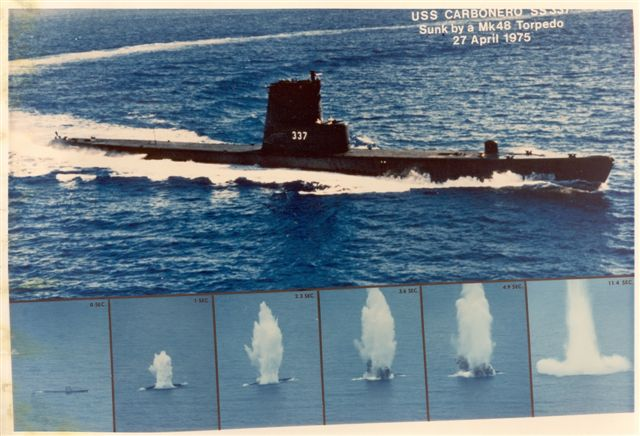
Carbonero bị đánh chìm bởi ngư lôi MK48 phóng từ tàu ngầm Pogy (SSN-647) ngoài khơi Trân Châu Cảng, ngày 27 tháng 4, 1975.

Vào năm 1962, Carbonero đã tham gia vào Chiến dịch Dominic, các cuộc thử nghiệm bom nguyên tử ngoài khơi các đảo Christmas và Johnston tại khu vực Trung tâm Thái Bình Dương. Nó đã trinh sát việc phóng một tên lửa UGM-27 Polaris từ tàu ngầm mang tên lửa đạn đạo Ethan Allen (SSBN-608), và cùng với tàu ngầm Medregal (SS-480) có mặt cách tâm chấn vụ nổ hạt nhân khoảng 30 mi (48 km).
Vào năm 1963, Carbonero lên đường đi Bora Bora và đã ở lại vùng lãnh thổ Polynésie thuộc Pháp này trong một tuần lễ. Trong cuộc Chiến tranh Việt Nam, chiếc tàu ngầm đã phục vụ tìm kiếm và giải cứu tại biển Đông trong các chuyến đi sang khu vực Tây Thái Bình Dương. Vào giữa thập niên 1960, đang khi hoạt động ngoài khơi Kaena Point, Oahu, nó bị mắc cạn tại độ sâu 250 foot (76 m), và phải vào ụ tàu của Xưởng hải quân Trân Châu Cảng để sửa chữa.
Carbonero cũng đã tham gia các thử nghiệm sinh học "65-6 Big Tom", "66-13 Half Note", và "68-71 Folded Arrow" trong khuôn khổ Dự án SHAD. Trong các thử nghiệm này, vi khuẩn Bacillus globigii được phóng thích từ USS Carbonero sử dụng một thiết bị phân tán sinh học từ tàu ngầm. Các mẫu khí dung được thu thập tại các trạm trên bờ gần Oahu, Hawaii và Căn cứ Không lực Thủy quân Lục chiến Kaneohe.
Carbonero được cho xuất biên chế vào ngày 1 tháng 12, 1970, đồng thời được cho rút tên khỏi danh sách Đăng bạ Hải quân cùng ngày hôm đó. Con tàu bị loại bỏ như một mục tiêu thực hành vào ngày 27 tháng 4, 1975, khi bị đánh chìm bởi một ngư lôi Mark 48 phóng từ tàu ngầm Pogy (SSN-647) ngoài khơi Hawaii.

## Phần thưởng
Carbonero được tặng thưởng một Ngôi sao Chiến trận do thành tích phục vụ trong Thế Chiến II, một Ngôi sao Chiến trận trong Chiến tranh Lạnh và thêm hai Ngôi sao Chiến trận khác khi hoạt động tại Việt Nam.
|                           |  | Bronze star |
|                           |  | Bronze star |
| Bronze star · Bronze star |  |             |

| Dãi băng Hoạt động Tác chiến                           | Huân chương Chiến dịch Hoa Kỳ                     | Huân chương Chiến dịch Châu Á-Thái Bình Dương với 1 Ngôi sao Chiến trận |
| Huân chương Chiến thắng Thế Chiến II                   | Huân chương Phục vụ Trung Hoa                     | Huân chương Phục vụ Phòng vệ Quốc gia với 1 Ngôi sao Chiến trận         |
| Huân chương Phục vụ Việt Nam với 2 Ngôi sao Chiến trận | Huân chương Anh Dũng Bội Tinh (Việt Nam Cộng Hòa) | Huân chương Chiến dịch Bội tinh (Việt Nam Cộng Hòa)                     |